# Muqur (distrikt i Ghazni)
Muqur är ett distrikt i Afghanistan. Det ligger i provinsen Ghazni, i den centrala delen av landet, 220 km sydväst om huvudstaden Kabul. Administrativ huvudort är Muqur.
Distriktet beräknades år 2022 ha cirka 59 000 invånare.